# Ceramida brancoi
Ceramida brancoi är en skalbaggsart som beskrevs av Baraud 1975. Ceramida brancoi ingår i släktet Ceramida och familjen Melolonthidae. Inga underarter finns listade.